# Delectopecten zacae
Delectopecten zacae is een tweekleppigensoort uit de familie van de Pectinidae. De wetenschappelijke naam van de soort is voor het eerst geldig gepubliceerd in 1935 door Hertlein.